# Johan Erik Berggren
Johan Erik Berggren, född 12 september 1843 i Grums socken, Värmlands län, död 12 december 1918 i Uppsala, var en svensk teolog. 
Berggren tog 1868 studentexamen vid Karlstads högre elementarläroverk samt avlade 1869 i Uppsala teologisk-filosofisk examen och 1871 dimissionsexamen. Efter att en tid ha ägnat sig åt skolverksamhet blev han teologie kandidat 1878, varefter han utnämndes till docent i exegetik 1880. 
Berggren var medlem av examenskommissionen för de praktisk-teologiska övningarna 1881–1886 samt hade flera terminer förestått dels extra ordinarie professuren i dogmatik och moralteologi, dels professuren i exegetik samt 1884 prästvigts, då han 1888 utnämndes till extra ordinarie professor i dogmatik och moralteologi, med Hagby och Ramsta församlingar som prebende. År 1891 blev han ordinarie professor i samma ämnen, med Gamla Uppsala församling som prebende, teologie doktor 1893 samt förste teologie professor och domprost samt kyrkoherde i Vaksala församling 1899. Han uppfördes 1907 på förslaget till biskop i Karlstads stift och tog avsked från professuren 1909. Vid 1903 års kyrkomöte var han fakultetens ombud. Han var ledamot av kyrkomötet även 1908. 
Förutom flera uppsatser i "Teologisk Tidskrift" och "Tidskrift för kristlig tro och bildning" utgav Berggren av trycket Om apostlarnes och församlingens i Jerusalem förhållande till Paulus och de hedningkristne enligt Galaterbr. I:11–II:14 och Apostlag. XV:1–31 (i "Uppsala universitets årsskrift", 1881), Om den kristliga fullkomligheten (i samma årsskrift,  1887) och Om Antoine Arnaulds och Blaise Pascals moralteologiska strid med jesuiterna (I, 1890).
Berggren är begravd på Uppsala gamla kyrkogård.